# Spirostylidae
Spirostylidae zijn een uitgestorven familie van weekdieren uit de klasse van de Gastropoda (slakken).

## Taxonomie
De volgende geslachten zijn bij de familie ingedeeld:
- † Doellocosmia Bonarelli, 1927
- † Euthystylus Cossmann, 1895
- † Heligmostylus Cossmann, 1909
- † Spirostylus Kittl, 1894